# 小川站 (熊本縣)
小川站（日语：／ Ogawa eki */?）是位於熊本縣宇城市小川町川尻，九州旅客鐵道（JR九州）的鹿兒島本線車站。

## 歷史
- 1896年（明治29年）11月21日 - 九州鐵道（第一代）車站啟用。
- 1907年（明治40年）7月1日 - 九州鐵道（第一代）被國有化，成為帝國鐵道廳車站。
- 1945年（昭和20年）7月27日 - 車站受到空襲，使車站大樓與站內構内燒毀。
- 1987年（昭和62年）4月1日 - 伴隨國鐵分割民營化，車站由九州旅客鐵道（JR九州）營運。
- 1995年（平成7年） - 車站重建[1]。
- 2012年（平成24年）12月1日 - 此站可以使用IC卡「SUGOCA」[3]。

## 車站構造
本站是地面車站，設有2面2線的相對式月台。各月台設有跨線橋連接。此站是由JR九州鐵道營業管理的業務委託車站。車站設有自動售票機。

### 月台
| 月台 | 路線        | 上下行 | 方向             |
| ---- | ----------- | ------ | ---------------- |
| 1    | ■鹿兒島本線 | 下行   | 新八代、八代方向 |
| 2    | ■鹿兒島本線 | 上行   | 熊本、大牟田方向 |

## 使用狀況
根據宇城市資料，以下為1日平均上下車人次。
| 上下車人次變遷 | 上下車人次變遷 |
| 年度           | 1日平均人次    |
| -------------- | -------------- |
| 2005           | 2,334          |
| 2006           | 2,267          |
| 2007           | 2,357          |
| 2008           | 2,318          |
| 2009           | 2,230          |

以下為2016年起，1日平均乘車人次變遷：
| 年度   | 1日平均 乘車人次 | 變化率 |
| ------ | ---------------- | ------ |
| 2016年 | 1,213            |        |
| 2017年 | 1,207            | -0.5%  |
| 2018年 | 1,181            | -2.2%  |

## 車站周邊
車站周邊都設有住宅與農田的混合區域，隨著建設「鑽石城熊本南」（現時為AEON Mall宇城），周邊開始建設更多住宅區。
- AEON Mall宇城（日语：イオンモール宇城） - 設有由中九州觀光的穿梭巴士連接車站，每30～60分鐘一班。
- 宇城市政廳小川分所（前小川町公所）
- 小川站前郵局
- 熊本縣立小川工業高等學校（日语：熊本県立小川工業高等学校）
- 宇城市立河江小學（日语：宇城市立河江小学校）
- 河江保育園

## 相鄰車站
九州旅客鐵道
■鹿兒島本線
■快速（只有上行班次）
通過
■區間快速、■普通
松橋－小川－有佐

## 注腳
1. 1 2 3 4 5  . 週刊朝日百科. 33号 熊本駅・嘉例川駅・大畑駅ほか. 朝日新聞出版. 2013-03-31: 24.
2. 1 2 3  . JR九州鐵道營業.   [2016-10-30]. （原始内容存档于2016年4月12日）.
3. ↑  . 交通新聞 (交通新聞社). 2012-12-04: 1.
4. ↑  .   [2020-04-05]. （原始内容存档于2020-05-04）.

## 外部連結
- JR九州 – 小川車站 （页面存档备份，存于）（日語）